# Prix Camille Blaisot
Prix Camille Blaisot är ett montélopp för femåriga hingstar och ston som äger rum i januari på Hippodrome de Vincennes i Paris i Frankrike. Det är ett Grupp 2-lopp, man måste minst ha sprungit in 45 000 euro för att få starta.
Loppet rids över 2175 meter på stora banan på Vincennes, med voltstart. Den samlade prissumman är 120 000 euro, och 54 000 euro i första pris.

## Vinnare
| År   | Häst             | Efter            | Kusk                     | Tränare                 | Tid    |
| ---- | ---------------- | ---------------- | ------------------------ | ----------------------- | ------ |
| 2025 | Kyt Kat          | Booster Winner   | Mathieu Mottier          | Thomas Levesque         | 1'11"5 |
| 2024 | Jean Balthazar   | Alto de Viette   | Benjamin Rochard         | Pascal Castel           | 1'10"6 |
| 2023 | Ina du Rib       | Uhlan du Val     | Jean-Loïc-Claude Dersoir | Joël Hallais            | 1'11"7 |
| 2022 | Hera de Banville | Goetmals Wood    | Camille Levesque         | Thomas Levesque         | 1'11"8 |
| 2021 | Good Luck Quick  | Un Mec d'Héripré | Adrien Lamy              | Maik Esper              | 1'12"8 |
| 2020 | Flicka de Blary  | Sam Bourbon      | Camille Levesque         | Thomas Levesque         | 1'14"1 |
| 2019 | Évangelina Blue  | Speedy Blue      | Mathieu Mottier          | Jean-Philippe Mary      | 1'13"8 |
| 2018 | Dexter Fromentro | Qwerty           | Camille Levesque         | Thomas Levesque         | 1'14"4 |
| 2017 | Canadien d'Am    | Ready Cash       | Mathieu Mottier          | Franck Leblanc          | 1'14"1 |
| 2016 | Bilibili         | Niky             | Alexandre Abrivard       | Laurent-Claude Abrivard | 1'14"6 |